# Kunersdorf (przystanek kolejowy)
Kunersdorf – przystanek kolejowy w Kunersdorf (Kósobuz), w kraju związkowym Brandenburgia, w Niemczech przy linii kolejowej Chociebuż – Berlin. Przystanek położony jest na zachód od Chociebuża w gminie Kolkwitz.

## Pisownia
Na szyldach wywieszonych na peronach znajduje się nazwa miejscowości w dwóch językach: niemieckim – Kunersdorf i dolnołużyckim – Kósobuz (nazwa dolnołużycka zapisana jest jednak niepoprawnie jako Kosobuz).
| Kunersdorf                             |  |          |
| Linia 6142 Berlin – Görlitz (105,0 km) |  |          |
| Vetschau                               |  | Kolkwitz |